# Wake of the Flood
Albums de Grateful Dead
History of the Grateful Dead Volume One (Bear's Choice)
(1973) Skeletons from the Closet: The Best of Grateful Dead
(1974)
Wake of the Flood est le sixième album studio de Grateful Dead. Il a été enregistré entre les 4 août et 1er septembre 1973 et est sorti le 15 octobre 1973. C'était le premier album sorti sous le label du groupe, Grateful Dead Records, après avoir terminé leur contrat avec Warner Bros. Records.

## Chansons
1. Mississippi Half-Step Uptown Toodleloo (Hunter, Garcia) – 5:45
2. Let Me Sing Your Blues Away (Hunter, Godchaux) – 3:17
3. Row Jimmy (Hunter, Garcia) – 7:14
4. Stella Blue (Hunter, Garcia) – 6:26
5. Here Comes Sunshine (Hunter, Garcia) – 4:40
6. Eyes of the World (Hunter, Garcia) – 5:19
7. Weather Report Suite – 12:53
  - Prelude (Weir)
  - Part I (Weir, Anderson)
  - Part II (Let It Grow) (Barlow, Weir)

## Ajouts de 2004
1. Eyes of the World (en concert) – 17:05
2. Weather Report Suite (acoustique) – 12:39
3. China Doll – 4:02

## Musiciens
Grateful Dead :
- Jerry Garcia - guitare, chant
- Bob Weir - guitare, chant
- Keith Godchaux - claviers, chant
- Donna Jean Godchaux - chant
- Phil Lesh - basse
- Bill Kreutzmann - batterie

Musiciens invités :
- Vassar Clements - violon
- Matthew Kelly - harmonica
- Bill Atwood - trompette
- Joe Ellis - trompette
- Martin Fierro - saxophone (alto, tenor)
- Sarah Fulcher - chant
- Frank Morin - saxophone (tenor)
- Pat O'Hara - trombone
- Doug Sahm - banjo
- Benny Velarde - timbales